# Вільям Лакін Тернер
Вільям Лакін Тернер (англ. William Lakin Turner; 1867—1936) — англійський художник-пейзажист.

## Життя та робота

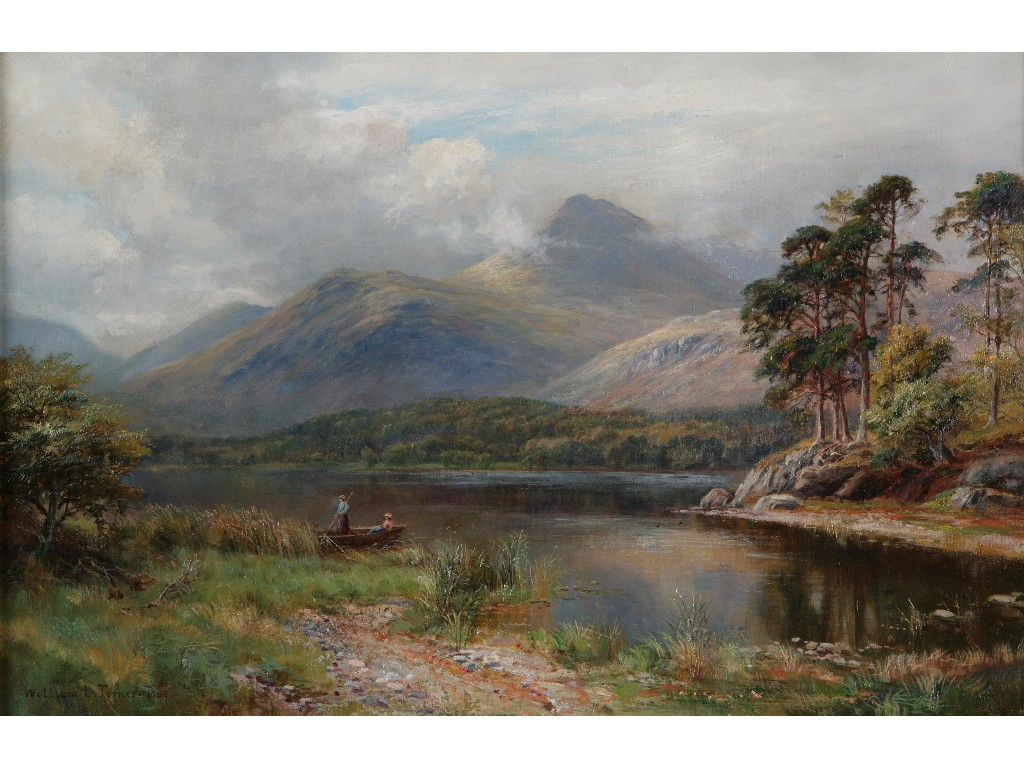
Води Деруента

Вільям Лакін Тернер народився у Джорджа Тернера та його дружини Елізи Тернер (уродженої Лакін, 1837—1900) у 1867 році в Барроу-апон-Тренті. Він здобув домашню освіту, перш ніж він вступив до Трент-коледжу. Він був старшим з чотирьох дітей (його братами та сестрами були Мері, у шлюбі Чамберлейн (Chamberlain), пізніше Вур (Woore), 1868—1937, Флоренс Пальмер, Florence Palmer Turner, 1869—1955, і Персі Рід, Percy Reed Turner, 1871—1936)), і його талант до мистецтва був успадкований від здібностей його батька. Батько був частково фермером, але він також писав пейзажі та залишивши значущий спадок видів Англії до того, як до неї прийшла механізація, автомашини та урбанізація. Він навчав ряд успішних студентів, в тому числі Девіда Пейна та Луї Босуорт Херта. Зв'язок Лакіна з більш відомим художником Вільямом Тернером невідома, але його батько був відомий як «Дербиширський Джон Констебл». Тернер познайомився зі своєю першою дружиною Рейчел Селіною (Ліною) Бервіл в той час, коли вони обидва вивчали мистецтво в Коледжі мистецтв західного Лондона, і вони одружилися в Челсі у 1892 році.
Батько Тернера працював в комітеті мистецтв Галереї Дербі, і його картини, як і картини його сина включені в колекцію музею. В Дербі знаходиться щонайменше сім його картин. Тернер жив у різних місцях, в тому числі і в Фулхем Лоутоні (Ессекс), але найбільш відомий своїми картинами Озерного краю, де він жив, принаймні, дванадцять років. Коли його батько помер (у 1910 році), Тернер отримав всього 100 фунтів, бо його батько одружився вдруге сім років потому, ставши чоловіком Кейт Стівенс Сміт, яка отримала велику частину майна. Така поведінка повторилася: коли через чотири місяці його власна дружина померла, Тернер зробив новий заповіт на користь жінки, яка швидко стала його другою дружиною. Вважається, що Тернер знав про смертельну стадію захворювання на момент одруження: він помер від раку кілька місяців потому, в Шерборні, Дорсет, у 1936 році.

## Спадщина
Вільям Тернер Лакін виставляв свої роботи на декількох помітних виставках. Тернер виставляв сотні картин, включаючи чотирнадцять — у Королівській академії мистецтв, чотири — у Королівській академії Хіберніан і шість — у Бірмінгемі. Між 1905 та 1936 роками він виставляв понад 350 картин на Художній виставці Саммер-Лейк, а також 81 картину на щорічній виставці в Нотингемському палаці. В результаті його картини доступні в музеях у Ноттингемі, Нанітоні, Дербі та музеї Раскін. Серед помітних його продажів — картина «Rydal Water» для Беатріс Поттер, яка досі висить в її будинку, бувши власністю Національного фонду, та картина, яка використана як обкладинка книги.